# 呉維景
呉 維景（オ・ユギョン、朝鮮語: 오유경、1970年 - ）は、大韓民国の韓国放送公社 (KBS) 所属のアナウンサー。KBSアナウンサー2部長。

## 学歴
- 1989年 〜 1993年、梨花女子大学校政治外交学科 学士

## 経歴
- 1994年 19期 KBS 公開採用のアナウンサー
- 2004年から2005年にKBSアナウンサー女性協会副会長を務める。
- アナウンサー非常対策委員会委員長

## 担当番組

### テレビ
- KBSニュース広場 （KBS 1TV、1998年5月4日 - 同年10月9日）
- 国楽ハンマダン（朝鮮語版） （KBS 1TV）
- 6時私の故郷（朝鮮語版） （KBS 1TV）
- 朝の広場（朝鮮語版） （KBS 1TV、2016年12月12日 -  2018年5月25日）

## 賞歴
- 2000年 農林部（現・農林畜産食品部）長官賞
- 2005年 保健福祉部長官賞
- 2005年 韓国放送大賞アナウンサー賞